# Stundenbuch der Isabella Stuart

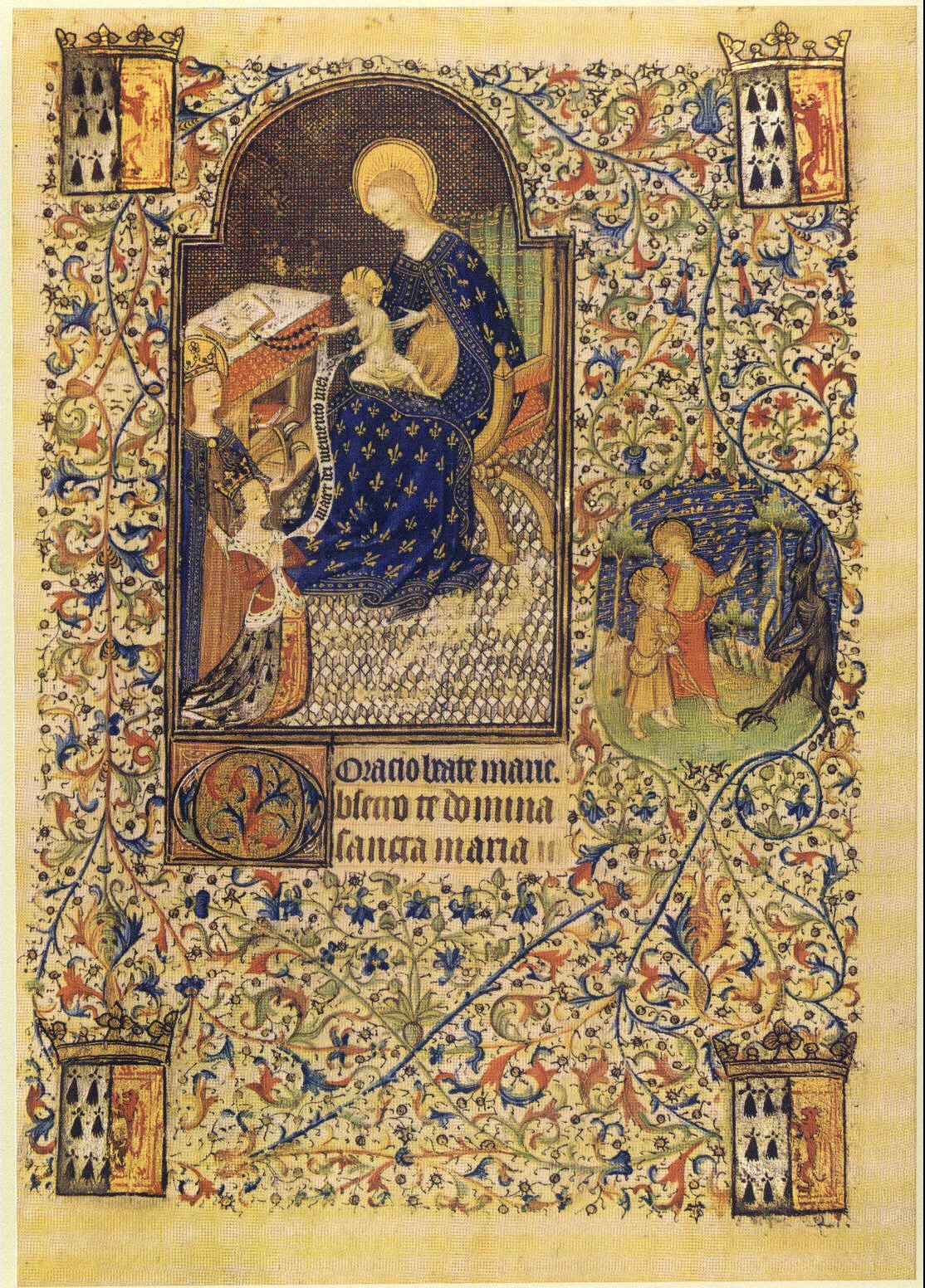
Isabella kniet vor Maria mit dem Kinde (fol. 20r)

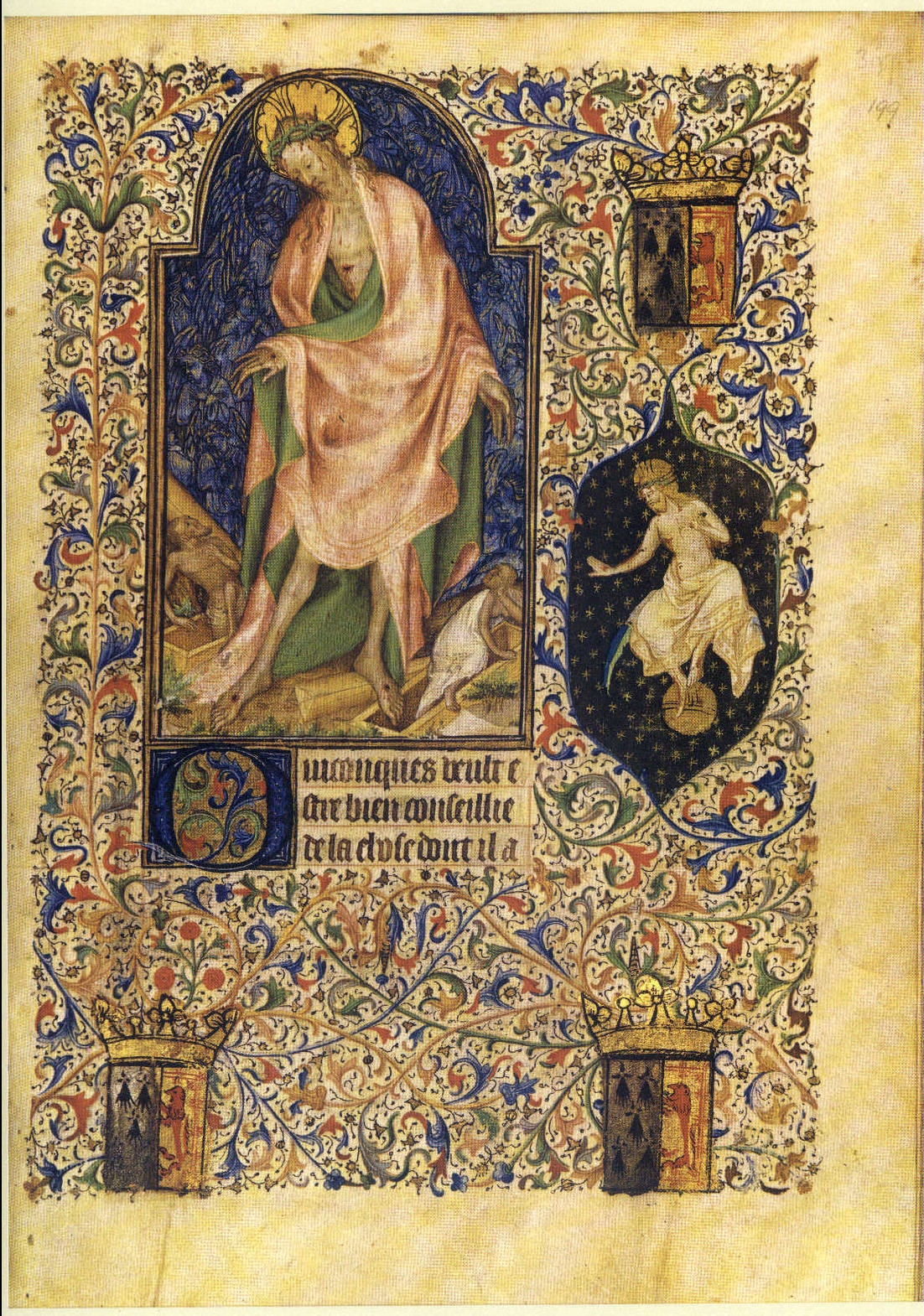
Jesus Christus als Schmerzensmann und Weltenrichter (fol. 199r)

Das Stundenbuch der Isabella Stuart ist eine Bilderhandschrift, die Anfang des 15. Jahrhunderts in der Werkstatt des Meisters von Rohan entstand. Zwar wurde es nicht für Isabella Stuart, Herzogin der Bretagne, persönlich geschrieben, aber sie war eine der frühesten Eigentümerinnen dieses Buches.

## Beschreibung
Liturgie von Paris. Frankreich, Angers, um 1417–1418. 24,8 × 17,8 cm, 234ff.
Fitzwilliam Museum, Cambridge, MS 62
Auf der nebenstehenden Miniatur kniet Isabella im herzoglichen Gewand in der linken unteren Ecke und rezitiert das „Obsecro te“ vor der Jungfrau mit Kind, der sie von der hl. Katharina präsentiert wird. Ihr Bittgesuch „Mater dei memento mei – Mutter Gottes, gedenke meiner“ ist eine Schriftrolle, welche die beiden Gruppen verbindet. In den Ecken der Seite befindet sich ihr Wappen, verbunden mit dem Hermelin der Bretagne.
Die zweite abgebildete Miniatur enthält zwei Figuren Christi in seiner Eigenschaft als Erlöser bei der Auferstehung der Toten. Der Text unterhalb der großen Miniatur ist die Einführung des Gebetes der sieben Fürbitten – „Quiconques veult bien conseillié – Wer gut beraten sein will“. Diese Miniatur lehnt sich im Bild der Bordüre eng an die Darstellung des Jüngsten Gerichtes an, das große Bild stellt einen „Christ en douleur“, den Schmerzensmann dar, der voller Mitgefühl die aus ihren Gräbern sich erhebenden Toten betrachtet. Er steht mit einem Fuß auf einem offenen Grab, sein abgezehrter Körper und der lose umgeworfene Mantel heben sich vor einem Hintergrund voll blauer Cherubim ab. Statt zu richten, schaut er hinunter, als wolle er hinuntersteigen, um Adam und Eva und andere Gerechte zu retten, die dort festgehalten sind.
Die drei Wappenschilde mit Kronen in der Bordüre mit den Wappen von Schottland und der Bretagne wirken wie auf das fließende Akanthus-Ornament aufgesetzt.

## Isabella Stuart
Isabella Stuart, zweite Tochter von James I., König von Schottland, wurde um 1427 geboren. Sie heiratete 1442 Franz I., Herzog der Bretagne, als seine zweite Frau. Ihr Besitz eines in der gleichen Werkstatt wie die Grandes Heures de Rohan entstandenen Stundenbuches (französisch livre d’heures) sichert ihr einen Platz in der ausgewählten Gesellschaft fürstlicher Bücherliebhaber, die durch ihre herausragenden Gebetbücher in Erinnerung geblieben sind – Gönner wie der Herzog von Berry, Jolanthe von Aragón, ihr Sohn René von Anjou und Anna der Bretagne.
→ Das Stundenbuch ihres Schwagers: Stundenbuch von Peter II., Herzog der Bretagne

## Ausführender Künstler
Die erhaltenen Stundenbücher der Herzöge und Herzoginnen der Bretagne des 15. Jahrhunderts stehen eher historisch als künstlerisch mit der Bretagne in Verbindung. Das Herzogtum war wirtschaftlich rückständig und hatte demzufolge keine eigene Buchmalereischule. Die Stundenbücher kamen aus Paris oder Angers. Dieses Buch ist ein Produkt aus der Werkstatt des Rohan-Meisters, der für den Hof von Anjou arbeitete. Isabella war nicht die Auftraggeberin, dies war indirekt die erste Frau von Franz I. der Bretagne, Jolanthe von Anjou, eine Tochter der Herzogin Jolanthe, Königin von Sizilien, die den Meister von Rohan unterstützte und den Auftrag gab.